# Мирноград
Мирноград е град в Донецка област, Украйна.
До 2016 г. градът носи името Димитров, наименуван на българския политик от БКП Георги Димитров, ръководител на Комунистическия интернационал.
Намира се в часова зона UTC+2. Населението му е 50 251 жители (2011).